# 松平忠衙
松平 忠衙（まつだいら ただゆき）は、江戸時代中期の陸奥国桑折藩の世嗣。

## 略歴
享保3年（1718年）、2代藩主・松平忠暁の長男として誕生。母は黒田直邦の娘。
桑折藩嫡子として生まれたが、出生からわずか3年後の享保6年（1721年）に早世した。代わって弟・忠恒が嫡子となった。